# 언컷 젬스
《언컷 젬스》(영어: Uncut Gems)는 2019년 개봉한 미국의 범죄 스릴러 영화이다. 사프디 형제가 감독하고 각본을 썼으며, 애덤 샌들러, 줄리아 폭스, 이디나 멘젤, 러키스 스탠필드가 출연하며, 보스턴 셀틱스의 케빈 가넷 선수가 본인 역으로 비중 있게 등장한다. 탐욕스러운 유대인 보석상 '하워드 래트너'가 다이아몬드 원석으로 빚을 갚으려고 하면서 벌이는 도박 이야기이다. 2019 텔류라이드 영화제에서 전 세계 최초로 상영되었다.

## 줄거리
2010년 에티오피아의 웰로 광산에서 유대인 광부가 희귀 보석인 블랙오팔을 캐낸다. 2년 뒤 이 보석은 미국 뉴욕의 유대인 보석상 하워드 래트너에게 돌아간다. 하워드는 심각한 도박 중독자로, 사돈이면서 사채업자인 아노에게 빚을 지고 있었다. 하워드는 보석을 경매에 올려 빚을 갚으려고 하던 것이다. 이때 가게에 단골 더마니가 농구 선수 케빈 가넷을 끌고 오자, 하워드는 오팔을 자랑한다. 그러자 가넷이 행운석으로 삼고 싶다면서, 그날 밤 경기 때 몸에 지니게 잠시 빌려달라고 한다. 하워드는 마지 못해 넘겨주면서 대신 가넷의 챔피언 반지를 맡아두기로 한다.
하워드는 바로 전당포로 달려가 반지를 담보로 거액의 돈을 빌린 뒤, 가넷의 경기에 전부 베팅한다. 가넷은 최고의 플레이를 보여주었고 경기에 우승해서 하워드는 돈을 따게 된다. 그런데 하워드가 딸의 학예회에 참석했을 때 아노와 그의 패거리가 하워드를 납치해서 베팅을 정지시켜 버린다. 하워드는 그들에 의해 알몸으로 차 트렁크에 갇혀서 아내 디나에게 연락해서 간신히 빠져 나온다.
이후 더마니에게 연락해서 가넷에게 빨리 오팔을 돌려 달라고 하지만 둘 다 능청을 부리며 하워드를 따돌린다. 나중에 가넷은 17.5만 달러를 내고 오팔을 사겠다고 하지만, 하워드는 오팔을 경매에 올리면 150만은 받을 수 있을 것이라고 여겨 가넷의 제안을 거절한다. 그런데 막상 경매에 올리니 오팔은 15만도 못한 가격에 팔릴 뻔하고, 하워드는 장인에게 부탁해서 오팔을 대신 사들이게 한다. 그리고 결국 가넷에게 다시 판다.
아노 패거리가 다시 가게에 들이닥치자, 하워드는 내연녀 줄리아에게 부탁해 카지노로 가서 가넷의 경기에 전부 베팅하게 한다. 고장나서 열리지 않는 가게 입구에 아노 패거리를 꼼짝 못하게 가둔 뒤, 경기를 이겨 돈을 따면 그 돈으로 빚을 갚겠다고 농성한다. 마침내 가넷은 경기에서 승리하고 하워드는 큰 돈을 땄다며 아노 패거리를 풀어주는데, 패거리 중 하워드를 계속 아니꼽게 여겼던 필이 하워드를 쏴 버린다. 한편 줄리아는 돈을 쥐고 카지노를 떠난다.

## 출연
- 애덤 샌들러 - 하워드 래트너 역
- 러키스 스탠필드 - 더마니 역
- 줄리아 폭스 - 줄리아 디피오레이 역
- 케빈 가넷 - 본인 역
- 이디나 멘젤 - 디나 래트너 역
- 에릭 버고전 - 아노 머레이디언 역
- 저드 허시 - 구이 역
- 키스 윌리엄스 리처즈 - 필 역
- 마이크 프랜세사 - 게리 역
- 위켄드 - 본인 역
- 토미 코미닉 - 니코 역
- 조시 오스트로프스키 - 노아 역
- 존 에이모스 - 본인 역
- 폼 클레멘티에프 - 렉시스 역
- 틸다 스윈턴 - 경매 관리자 역 (목소리)
- 너타샤 리온 - 보스턴 셀틱스 스태프 역 (목소리)
- 닥 리버스 - 본인 역 (목소리)
- 벤지 클라이너 - 에런 역
- 라나 레비틴 - 루스 역